# Vampeta (giocatore di calcio a 5)
Vampeta, pseudonimo di Jairo Manoel dos Santos (Maringá, 18 luglio 1984), è un ex giocatore di calcio a 5 brasiliano naturalizzato italiano, campione europeo con la nazionale italiana nel 2014.

## Carriera

### Club
Cresciuto nella squadra locale del Amafusa Maringá, approda ventenne alla Luparense. Sotto la guida del tecnico spagnolo Jesús Velasco domina nelle competizioni nazionali con la maglia della squadra veneta fino a diventare una delle squadre più forti nel panorama del calcio a 5 europeo. Considerato uno dei giocatori più completi del panorama europeo, il 1º novembre 2008 ha raggiunto quota 100 gol con la maglia della Luparense, squadra di cui è stato capitano. Il 4 ottobre 2009 durante la gara di Coppa UEFA contro il MVFC terminata per 10-0 a favore della Luparense segna 8 gol stabilendo il record del numero di reti segnate da un giocatore della Luparense nelle competizioni internazionali. Riceve per due volte il premio come miglior giocatore della Serie A in riferimento alle stagioni 2007-08 e 2008-09 culminate entrambe con lo scudetto vinto dalla Luparense. Nella stagione 2012-13 lascia la formazione veneta per trasferirsi all'Asti. Durante le otto stagioni di permanenza alla Luparense, Vampeta ha realizzato 228 reti, un primato superato solamente da Humberto Honorio cinque anni più tardi.
A fine marzo del 2013 il CONI annuncia che Vampeta è stato trovato positivo a un controllo antidoping effettuato il 16 marzo 2013 e dunque sospeso in via cautelare. Dopo un biennio nella compagine piemontese, durante il quale vince una Winter Cup, il 16 luglio 2014 si trasferisce al Kaos Futsal. Poi nello stesso 2014 si trasferisce al Kazma Sport Club in Kuwait.

### Nazionale
In possesso della doppia cittadinanza, nel 2008 è stato convocato per la prima volta dal ct Nuccorini in occasione del torneo quadrangolare di Buzău. Il debutto è avvenuto il 22 gennaio 2008 nel corso della partita inaugurale che ha contrapposto gli azzurri alla Turchia. Nel 2014 vince con l'Italia il campionato europeo, venendo inoltre inserito nella formazione ideale del torneo stilata dal Gruppo Tecnico della UEFA.

## Palmarès

### Competizioni nazionali
- Campionato italiano: 4

Luparense: 2006-07, 2007-08, 2008-09, 2011-12
- Coppa Italia: 2

Luparense: 2005-06, 2007-08
- Supercoppa italiana: 3

Luparense: 2007, 2008, 2009
- Winter Cup: 1

Asti: 2013-14

### Competizioni internazionali
- Campionato d'Europa: 1

Italia: 2014